# Meghimatium fruhstorferi
Meghimatium fruhstorferi là một loài sên trung bình đến lớn trong họ Philomycidae. Loài này là loài đặc hữu của Đài Loan. Tên Trung Quốc của nó là Sơn khoát du (山蛞蝓, Sên núi).

## Phân loài
- Meghimatium fruhstorferi daiseniana (Cockerell)